# Timur Kosovalı
Timur Kosovalı (* 26. Januar 1990 in Memmingen) ist ein deutsch-türkischer Fußballspieler.

## Karriere
Kosovalı kam 1990 als Sohn türkischstämmiger Eltern in Memmingen auf die Welt. Er hat zwei ältere Geschwister. Mit dem Fußball begann er mit fünf Jahren beim FC Memmingen. Im Alter von 12 Jahren kehrte er mit seiner Mutter in die Türkei zurück, wo sich die beiden in Antalya niederließen. Sein Vater blieb in Deutschland. Seine Mutter starb, als er 17 war. In Antalya begann Kosovalı in der Jugend von Çallı SK mit dem Vereinsfußball. Später wechselte er in die Nachwuchsabteilung von Medical Park Antalyaspor. 2008 erhielt er hier einen Profivertrag. Im Februar 2009 gab er in einem Pokalspiel gegen Beşiktaş Istanbul sein Profidebüt. Im Sommer 2009 wechselte er dann zu Gençlerbirliği Ankara. Hier wurde er zwei Spielzeiten lang ausgeliehen. So spielte er erst für Kastamonuspor und dann für Batman Petrolspor und Tekirova Belediyespor.
Im Sommer 2011 verließ er Gençlerbirliği und wechselte zu İstanbulspor, die er im Sommer 2013 verließ. In der Saison 2013/14 spielte er für Bandırmaspor.
Seit Sommer 2014 spielt er für Göztepe Izmir. Mit diesem Verein stieg er im Sommer 2015 als Meister der TFF 2. Lig in die TFF 1. Lig auf. Nach diesem Erfolg verließ er den Klub wieder.

## Erfolge
Mit Göztepe Izmir
- Meister der TFF 2. Lig und Aufstieg in die TFF 1. Lig: 2014/15